# Dermestes freudei
Dermestes freudei is een keversoort uit de familie spektorren (Dermestidae). De wetenschappelijke naam van de soort werd in 1982 gepubliceerd door Kalík & Ohbayashi.